# Хуттунен, Хейкки (богослов)
Хе́йкки Ху́ттунен (фин. Heikki Huttunen; 1 декабря 1960, Хельсинки) — священник Финской православной церкви, богослов, активный деятель экуменического движения.

## Биография
В 1985 году в Хельсинки получил степень магистра богословия и священный сан.
С 1992 по 1995 года — президент Всемирного братства православной молодёжи «Синдесмос».
С 2005 по 2007 года — председатель Союза православного духовенства Финляндии.
С 1 августа 2006 года — генеральный секретарь Экуменического совета Финляндии. Он возглавлял молодежную работу во Всемирном совете церквей, а в 2009 году был кандидатом в генсеки ВСЦ, однако не попал в шорт-лист.Служит в церкви св. Германа Аляскинского в Эспоо. Владеет финским, русским, французским, эстонским и английским языками.
21 августа 2014 года Приходской совет уполномоченных Хельсинкского православного прихода избрал протоиерея Хейкки Хуттунен на должность многокультурного священника прихода. Решение совета было единогласным, других кандидатур на должность не было.

## Богословие
О. Хуттунен принимает активное участие в богословских конференциях по всему миру (Финляндия, Эстония, Греция, Россия, Турция, Кипр, Малайзия, Таиланд и т. д.). Сфера интересов — миссионерство и катехизация, социальное служение Церкви, межконфессиональное взаимодействие, секуляризация, церковная психология.
Однако больше всего он известен благодаря борьбе за участие сексуальных меньшинств в церковной жизни. О. Хуттунен является членом движения «Единство» («Yhteys-liike»), выступающего против дискриминации гомосексуалов в финском обществе и Церкви, а также за легализацию однополых браков. В 2009 году принял участие в Европейском форуме христианских общин-гомосексуалов.

## Хуттунен и Русская православная церковь
Посещал русские приходы за рубежом, выступал на конференции «Русская культура в финском контексте» (Хельсинки, 2004), неоднократно участвовал в семинарах Свято-Филаретовского института («кочетковцы»), встречался на различных мероприятиях с российским церковными деятелями (например, с Иларионом (Алфеевым) в Малайзии и Греции в 2004 году). Тем не менее, некоторые обвиняют его в лоббировании интересов Константинопольского патриархата в Эстонии.
На русском языке о. Хуттунен неоднократно публиковался в изданиях, близких к священнику Георгию Кочеткову (напр., сборники «Живое предание» и «Духовные движения в народе Божьем»).